# Onthophagus subocellatus
Onthophagus subocellatus là một loài bọ cánh cứng trong họ Bọ hung (Scarabaeidae).